# Terzan 4
Terzan 4 (Ter 4) ist ein  Kugelsternhaufen im Sternbild Skorpion, nahe dem Zentrum der Milchstraße, von diesem 3.300 Lichtjahre entfernt, der im Jahr 1968 von dem Astronomen Agop Terzan entdeckt wurde. Von der Erde ist er 23.500 Lichtjahre entfernt.